# Sincalide
Sincalide (INN) là một loại thuốc cholecystokinetic dùng bằng cách tiêm để hỗ trợ chẩn đoán rối loạn túi mật và tuyến tụy. Đó là đoạn 8-amino acid đầu C của cholecystokinin, và còn được gọi là CCK-8.
Tác dụng phụ thường gặp sau khi dùng bao gồm khó chịu ở bụng và buồn nôn. Những tác dụng này rõ rệt hơn sau khi truyền nhanh.

## Sử dụng lâm sàng

### Chỉ định
Sincalide có thể được sử dụng để kích thích co bóp túi mật, như có thể được đánh giá bằng siêu âm túi mật hoặc siêu âm, hoặc để lấy bằng cách hút dịch tá tràng một mẫu mật tập trung để phân tích cholesterol, muối mật, phospholipids và tinh thể. Nó cũng có thể được sử dụng để kích thích bài tiết tuyến tụy (đặc biệt là kết hợp với secretin) trước khi lấy dịch hút tá tràng để phân tích hoạt động của enzyme, thành phần và tế bào học. Trong một số trường hợp, nó được sử dụng để đẩy nhanh quá trình truyền bột bari qua ruột non, do đó làm giảm thời gian và mức độ phóng xạ liên quan đến soi huỳnh quang và kiểm tra bằng tia X của đường ruột.